# Tinerețe (film din 2015)
Tinerețe (în engleză Youth) este un film de comedie dramatică din 2015, scris și regizat de Paolo Sorrentino. Este al doilea lungmetraj în limba engleză al lui Sorrentino, și o continuare după succesul Marea frumusețe (2013), recompensat cu Premiul Oscar pentru cel mai bun film străin. Rolurile principale sunt interpretate de Michael Caine și Harvey Keitel, în postura a doi prieteni de lungă durată ce reflectează asupra vieții lor, în timpul unei vacanțe în Alpii Elvețieni. Din distribuție mai fac parte Rachel Weisz, Paul Dano, Jane Fonda și Mădălina Ghenea.
Filmul a fost turnat în Elveția și Italia, și avut premiera la Festivalul de Film de la Cannes din 2015, unde a concurat pentru Palme d'Or. La cea de-a 28-a ediție a Premiilor Academiei Europene de Film, Tinerețe a câștigat premiul pentru cel mai bun film, cel mai bun regizor, pentru Sorrentino, și cel mai bun actor, pentru Caine. Compoziția lui David Lang, „Simple Song #3”, a primit o nominalizare la Premiile Oscar, pentru cea mai bună melodie originală. Lang a fost nominalizat la Premiile Globul de Aur, asemeni lui Jane Fonda, nominalizată pentru cea mai bună actriță în rol secundar.

## Acțiune
Prietenii septuagenari Fred Ballinger și Mick Boyle își petrec vacanța în Alpii Elvețieni, cazați la un centru spa de lux din Davos. Fred este un compozitor de muzică clasică pensionat; la hotel, este abordat de un emisar al reginei Elisabeta a II-a, care îi conferă titlul de cavaler, și îl roagă să interpreteze piesa sa populară, „Simple Song #3”, la concertul aniversar al prințului Philip. Fred refuză oferta, susținând că nu mai este interesat să cânte - deși încă mai compune în minte piese atunci când este singur. Mick este regizor de film, și lucrează cu un grup de scenariști pentru a dezvolta firul narativ al celui mai recent film al său, pe care îl numește „testamentul său artistic”. Alături de ei se află și actorul Jimmy Tree, care se documentează pentru un viitor rol, și care este frustrat că este ținut minte doar pentru aparițiile sale ca robot. Hotelul este frecventat de alți indivizi excentrici, printre care o tânără maseuză, un Diego Maradona supraponderal, și câștigătoarea Miss Univers.
Fred și Mick reflectează la viețile lor, recunoscând că amintirile lor se estompează, și că nu văd mare lucru în viitorul lor. Fiica și asistenta lui Fred, Lena, este căsătorită cu fiul lui Mick, însă acesta din urmă o părăsește pentru vedeta pop Paloma Faith. Lena rămâne la stațiune și își varsă furia pe tatăl său, care i-a fost mereu distant în copilărie. Emisarul se întoarce, iar Lena plânge în timp ce Fred îi explică că nu va interpreta „Simple Song #3” deoarece rolul de soprană al piesei îi aparține doar soției sale, iar aceasta nu mai poate cânta.
Mick își termină scenariul, și este mulțumit de el. Rolul principal este izvodit pentru diva în etate Brenda Morel, care a jucat în unsprezece dintre filmele sale anterioare. Brenda îl surprinde pe Mick sosind la stațiune, și spunându-i că nu va mai apărea în lungmetrajele sale, a căror calitate a scăzut în ultima perioadă, și că va accepta, în schimb, un rol într-o producție TV. Descurajat, Mick se sinucide aruncându-se de la balcon în fața lui Fred. Fred decide să își viziteze soția pentru prima dată după mulți ani. Aceasta este senilă și locuiește la un azil din Veneția. Se întoarce apoi în Regatul Unit pentru a dirija „Simple Song #3” în fața monarhilor.

## Distribuție
- Michael Caine ca Fred Ballinger
- Harvey Keitel ca Mick Boyle
- Rachel Weisz ca Lena Ballinger
- Paul Dano ca Jimmy Tree
- Jane Fonda ca Brenda Morel
- Roly Serrano ca Diego Maradona

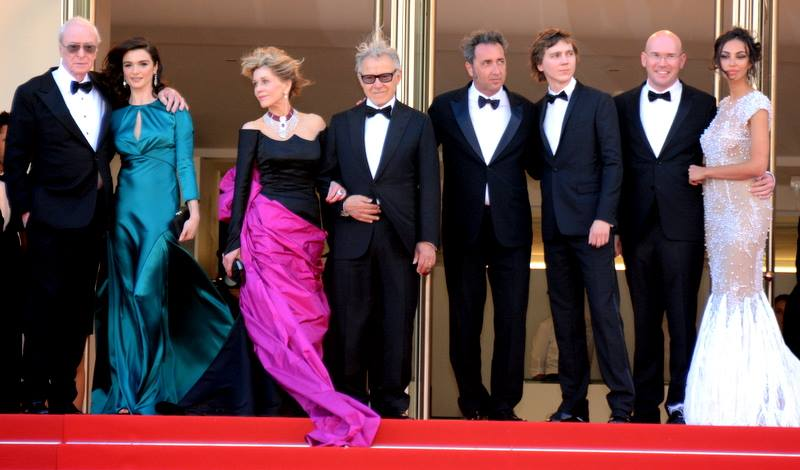
Regizorul și distribuția filmului la Festivalul Internațional de Film de la Cannes din 2015

- Alex Macqueen ca emisarul reginei Elisabeta II
- Robert Seethaler ca Luca Moroder
- Ed Stoppard ca Julian Boyle
- Paloma Faith ca ea însăși
- Mark Kozelek ca el însuși
- Mădălina Ghenea ca Miss Universe Joyce Owens
- Sumi Jo ca ea însăși
- Viktoria Mullova ca ea însăși

## Recepție
Tinerețe a primit recenzii pozitive. Site-ul de recenzii Rotten Tomatoes acordă filmului un rating de aprobare de 72% pe baza a 212 recenzii, cu o medie de 7 din 10. Consensul site-ului este următorul: „Filmat splendid și cu intrepretări minunate, Tinerețe oferă o oportunitate tentantă - deși imperfectă - de a asista la o serie impresionantă de veterani experimentați care își combină forțele cinematografice”. Pe Metacritic, filmul a primit un scor mediu ponderat de 64 din 100 pe baza a 41 de critici, indicând „recenzii în general favorabile”.
Kenneth Turan de la Los Angeles Times a scris: „Tinerețe este un film care își croiește propriul drum. Quijotic, idiosincratic, emoționant fără efort, este la fel de mult un eseu cinematografic ca orice altceva, o meditație asupra minunilor și complicațiilor vieții, o evaluare a ceea ce dăinuie, a ceea ce contează pentru oameni, indiferent de vârstă”. Todd McCarthy de la The Hollywood Reporter a numit filmul „un festin al voluptății, o imersiune completă în plăcerile senzoriale ale cinematografiei”, și a lăudat interpretările lui Caine și Keitel. Jay Weissberg de la Variety l-a descris ca fiind „cel mai tandru film al lui Sorrentino de până acum, o contemplare bogată în emoții a înțelepciunii vieții câștigate, pierdute și rememorate”. În comentarii mai mixte, Robbie Collin de la The Telegraph a descris filmul ca fiind „superb, dar rece” și a spus că „nu-și stăpânește niciodată tema centrală”, în timp ce Peter Bradshaw de la The Guardian a spus că „are o elocvență și o eleganță palide, deși încărcate cu sentimentalism și un regret macho-geriatric ciudat de nemeritat și neinteresant pentru timpul trecut”.